# Piet van Oudenallen
Piet van Oudenallen (Woerden, 15 mei 1948) is een voormalig Nederlands profvoetballer.
Van Oudenallen speelde als amateur bij Jodan Boys. Als profvoetballer debuteerde in 1967 bij DOS. Van Oudenallen speelde voornamelijk als vleugelverdediger. Na de fusie van DOS met USV Elinkwijk en Velox in 1970 bleef hij de nieuwe fusieclub FC Utrecht trouw tot 1975. Hierna kwam hij nog uit voor FC Den Bosch waar hij in 1977 zijn loopbaan beëindigde.
Na zijn actieve carrière werd Van Oudenallen trainer in het amateurvoetbal. In het seizoen 2013-2014 was hij trainer van vierdeklasser SC Elshout.